# Franz Theodor Würbel

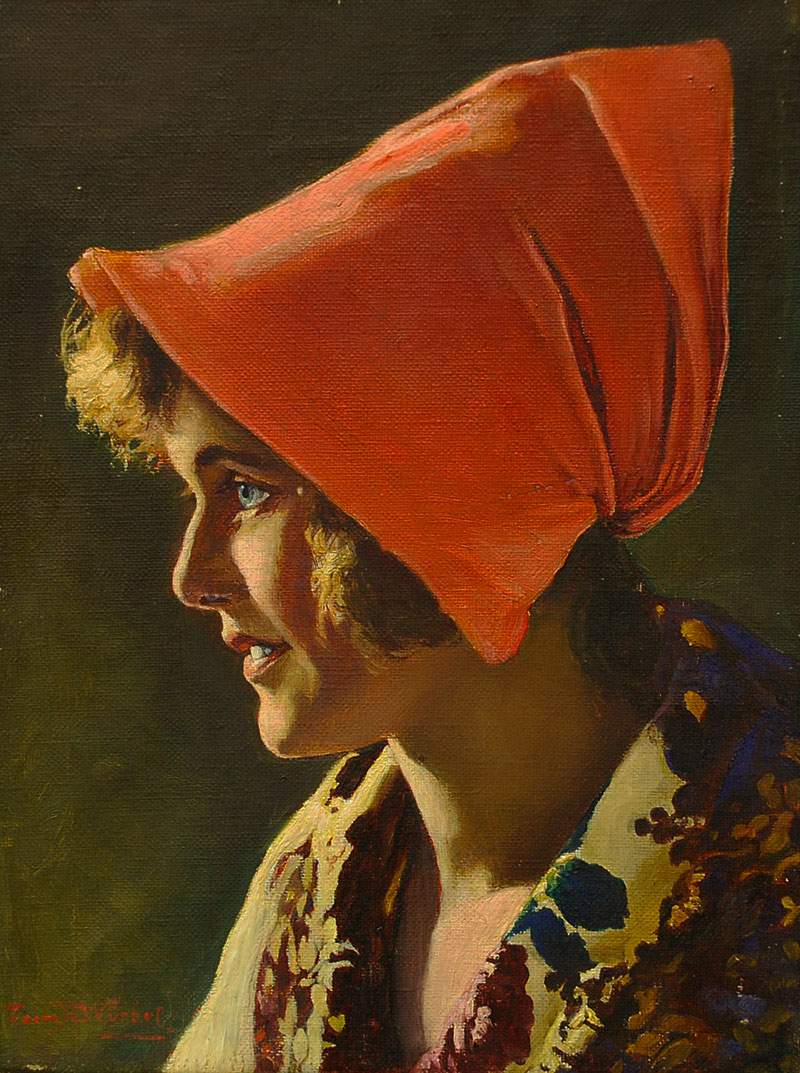
Mädchen in einem Schal

Franz Theodor Würbel (* 7. Juni 1858 in Wien; † 12. Dezember 1941 in Berlin) war ein österreichischer Porträtmaler sowie Plakatkünstler, Illustrator und Lithograph.
Geboren als Sohn des Malers Franz Würbel (1822–1900), studierte er an der Wiener Kunstakademie unter Christian Griepenkerl, Carl Wurzinger, Karl von Blaas und August Eisenmenger.
Nach dem Studium war er in Wien als Porträtmaler und Lithograph tätig. Um 1928 zog er nach Berlin und blieb dort lebenslang. Dort beschäftigte er sich hauptsächlich mit der Gebrauchsgrafik und Plakatkunst. Im Treppenhaus der Berliner Geschäftszentrale der Dresdner Bank schuf er ein allegorisches Deckengemälde.